# William A. Fraker
William Ashman Fraker (Los Angeles, 29 settembre 1923 – Los Angeles, 31 maggio 2010) è stato un direttore della fotografia statunitense.

## Biografia
Cinque volte candidato all'Oscar alla miglior fotografia, ha diretto alcuni episodi di serie televisive e tre lungometraggi cinematografici, l'ultimo dei quali, La leggenda del ranger solitario (1981), ha ricevuto cinque candidature ai Razzie Awards 1981, compresa quella per il peggior film.

## Riconoscimenti
- Premi Oscar
  - 1978: candidato per la miglior fotografia - In cerca di Mr. Goodbar
  - 1979: candidato per la miglior fotografia - Il paradiso può attendere
  - 1980: 
    - candidato per la miglior fotografia - 1941 - Allarme a Hollywood
    - candidato per i migliori effetti speciali - 1941 - Allarme a Hollywood

  - 1984: candidato per la miglior fotografia - Wargames - Giochi di guerra
  - 1986: candidato per la miglior fotografia - L'amore di Murphy

- Premi BAFTA
  - 1970: candidato per la miglior fotografia - Bullitt
  - 1977: candidato per la miglior fotografia - Qualcuno volò sul nido del cuculo
  - 1984: candidato per i migliori effetti speciali - Wargames - Giochi di guerra

- American Society of Cinematographers 2000: Premio alla carriera

- Camerimage 2003: Premio alla carriera

## Filmografia

### Direttore della fotografia
- Forbid Them Not, regia di Robert L. Kimble (1961)
- Assassinio al terzo piano (Games), regia di Curtis Harrington (1967)
- La volpe (The Fox), regia di Mark Rydell (1967)
- La folle impresa del dottor Schaefer (The President's Analyst), regia di Theodore J. Flicker (1967)
- Rosemary's Baby - Nastro rosso a New York (Rosemary's Baby), regia di Roman Polański (1968)
- Bullitt, regia di Peter Yates (1968)
- La ballata della città senza nome (Paint Your Wagon), regia di Joshua Logan (1969)
- Dusty and Sweets McGee, regia di Floyd Mutrux (1971)
- Il giorno del delfino (The Day of the Dolphin), regia di Mike Nichols (1973)
- Fritz Lang Interviewed by William Friedkin, regia di William Friedkin (1974)
- Rancho Deluxe, regia di Frank Perry (1975)
- I ragazzi del sabato (Aloha Bobby and Rose), regia di Floyd Mutrux (1975)
- Coonskin, regia di Ralph Bakshi (1975)
- Qualcuno volò sul nido del cuculo (One Flew Over the Cuckoo's Nest ), regia di Miloš Forman (1975) (fotografia addizionale)
- Gator, regia di Burt Reynolds (1976)
- The Killer Inside Me, regia di Burt Kennedy (1976)
- L'esorcista II - L'eretico (Exorcist II: The Heretic), regia di John Boorman (1977)
- In cerca di Mr. Goodbar (Looking for Mr. Goodbar), regia di Richard Brooks (1977)
- American Hot Wax, regia di Floyd Mutrux (1978)
- Il paradiso può attendere (Heaven Can Wait), regia di Warren Beatty e Buck Henry (1978)
- Old Boyfriends - Il compagno di scuola (Old Boyfriends), regia di Joan Tewkesbury (1979)
- 1941 - Allarme a Hollywood (1941), regia di Steven Spielberg (1979)
- The Hollywood Knights, regia di Floyd Mutrux (1980)
- Divine Madness, regia di Michael Ritchie (1980)
- Pelle di sbirro (Sharky's Machine), regia di Burt Reynolds (1981)
- Il più bel casino del Texas (The Best Little Whorehouse in Texas), regia di Colin Higgins (1982)
- Wargames - Giochi di guerra (WarGames), regia di John Badham (1983)
- Vertenza inconciliabile (Irreconcilable Differences), regia di Charles Shyer (1984)
- Protocol, regia di Herbert Ross (1984)
- Febbre di gioco (Fever Pitch), regia di Richard Brooks (1985)
- L'amore di Murphy (Murphy's Romance), regia di Martin Ritt (1985)
- Space Camp - Gravità zero (SpaceCamp), regia di Harry Winer (1986)
- Affittasi ladra (Burglar), regia di Hugh Wilson (1987)
- Baby Boom, regia di Charles Shyer (1987)
- Uno strano caso (Chances Are), regia di Emile Ardolino (1989)
- Un uomo innocente (An Innocent Man), regia di Peter Yates (1989)
- Il boss e la matricola (The Freshman), regia di Andrew Bergman (1990)
- Avventure di un uomo invisibile (Memoirs of an Invisible Man), regia di John Carpenter (1992)
- Mi gioco la moglie... a Las Vegas (Honeymoon in Vegas), regia di Andrew Bergman (1992)
- Tombstone, regia di George Pan Cosmatos (1993)
- I ribelli (There Goes my Baby), regia di Floyd Mutrux (1994)
- Street Fighter - Sfida finale (Street Fighter), regia di Steven E. de Souza (1994)
- Il padre della sposa 2 (Father of the Bride Part II), regia di Charles Shyer (1995)
- L'isola perduta (The Island of Dr. Moreau), regia di John Frankenheimer (1996)
- Las Vegas - In vacanza al casinò (Vegas Vacation), regia di Stephen Kessler (1997)
- Regole d'onore (Rules of Engagement), regia di William Friedkin (2000)
- Amori in città... e tradimenti in campagna (Town & Country), regia di Peter Chelsom (2001)
- Amici di... letti (Waking Up in Reno), regia di Jordan Brady (2002)

### Regista
- Monty Walsh, un uomo duro a morire (Monte Walsh) (1970)
- Un rantolo nel buio (A Reflection of Fear) (1973)
- La leggenda del ranger solitario (The Legend of the Lone Ranger) (1981)